# Place Dupuis
Pour le complexe multifonctionnel à Montréal, voir Dupuis Frères.
Pour les articles homonymes, voir Dupuis (homonymie).
La place Dupuis est une place du centre-ville de Dijon.

## Situation et accès
Elle est située dans le secteur sauvegardé, entre la place Saint-Bernard et la place Barbe.
Son architecture est inspirée du classicisme. Elle se situe sur la rue Desvosge et en face de la rue Claude-Bernard donnant sur la place Saint-Bernard.

## Origine du nom
Elle porte le nom du scientifique et homme politique français Charles-François Dupuis (1742-1809), depuis l'opération de "laïcisation des voies publiques" sous la municipalité socialiste d'Henri Barabant en 1904.

## Historique
Cette place était autrefois appelée « petite place Saint-Bernard » en raison de son lien avec la place Saint-Bernard. En effet, lors du débastionnement de la ville, Adrien-Léon Lacordaire, ingénieur civil à Dijon en 1837, réalisa le projet de composer un ensemble d'immeubles d’une belle qualité architecturale autour de deux places demi-circulaires. La statue de saint Bernard, sculptée par François Jouffroy, était initialement prévue pour la place Dupuis , espace privé appartenant au promoteur du quartier, puisque le monument résultait d'une initiative privée. Pour édifier l'ensemble immobilier, Lacordaire prend la direction d’une société de propriétaires et est ainsi autorisé par la ville à participer à la construction de ce quartier Saint-Bernard entre 1841 et 1845.
Adrien-Léon Lacordaire procéda par la suite au redressement rectiligne du Grand Chemin de ceinture (actuelle rue Devosge) et aménagea au croisement avec les rues d'Ahuy et du Colonel Marchand cette petite place ornée d'une vasque en fonte. Après la création de la voirie, une grande partie des bâtiments fut élevée mais le projet global ne vit pas le jour en raison de difficultés financières dues à l'insuccès de l'entreprise.
L'ensemble formé par la place Saint-Bernard et la place Dupuis a été inscrit au titre des Monuments et des Sites par arrêté du 14 décembre 1942.

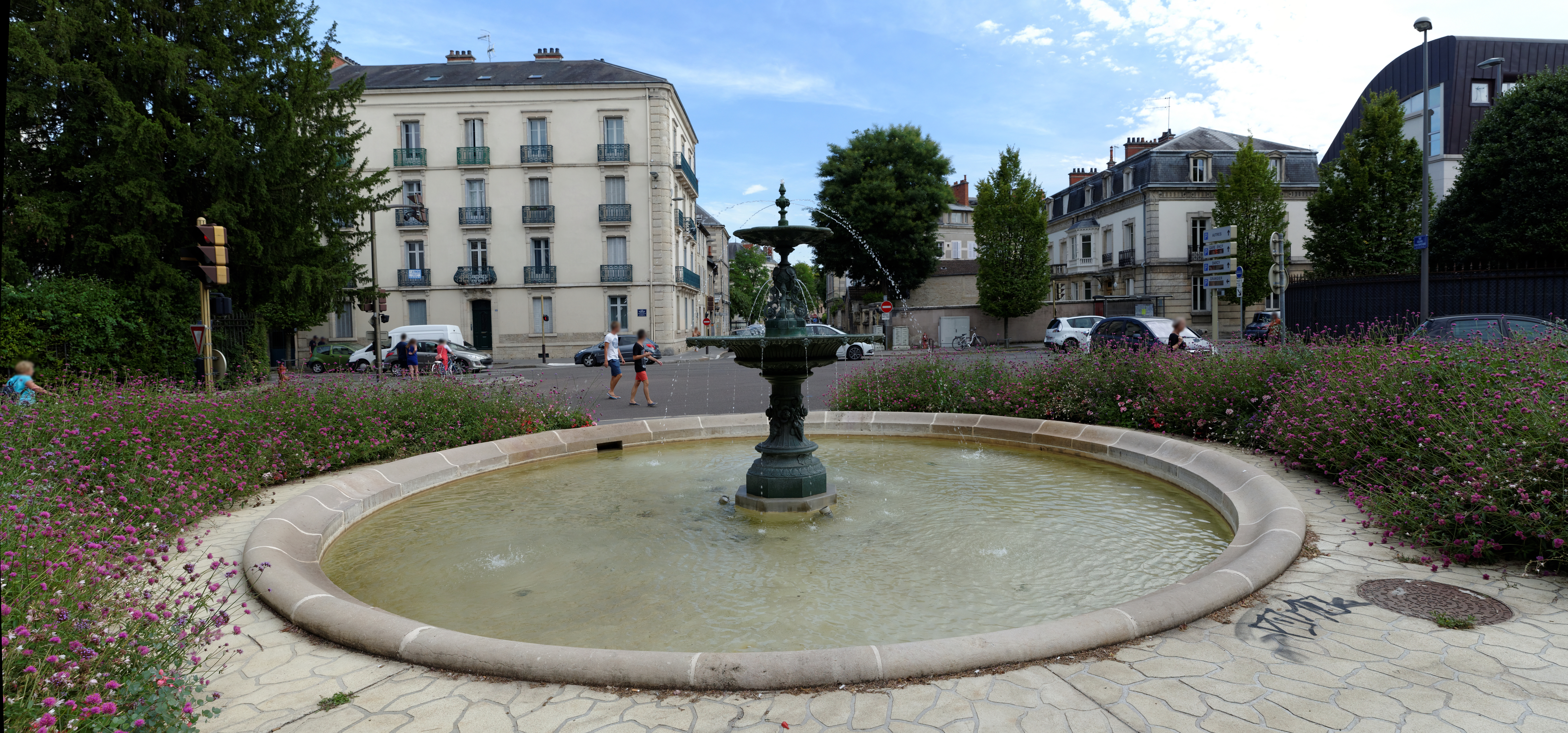
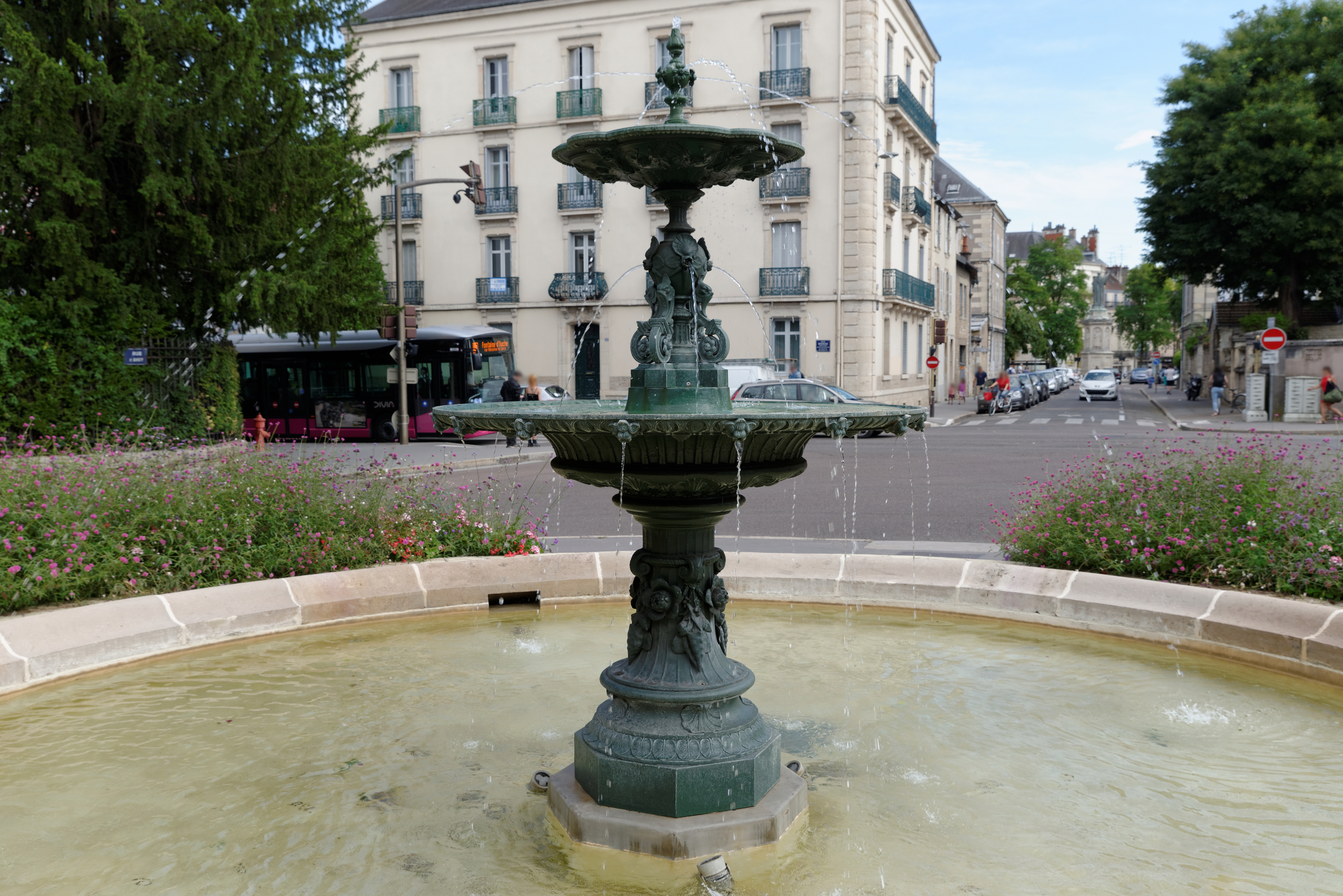
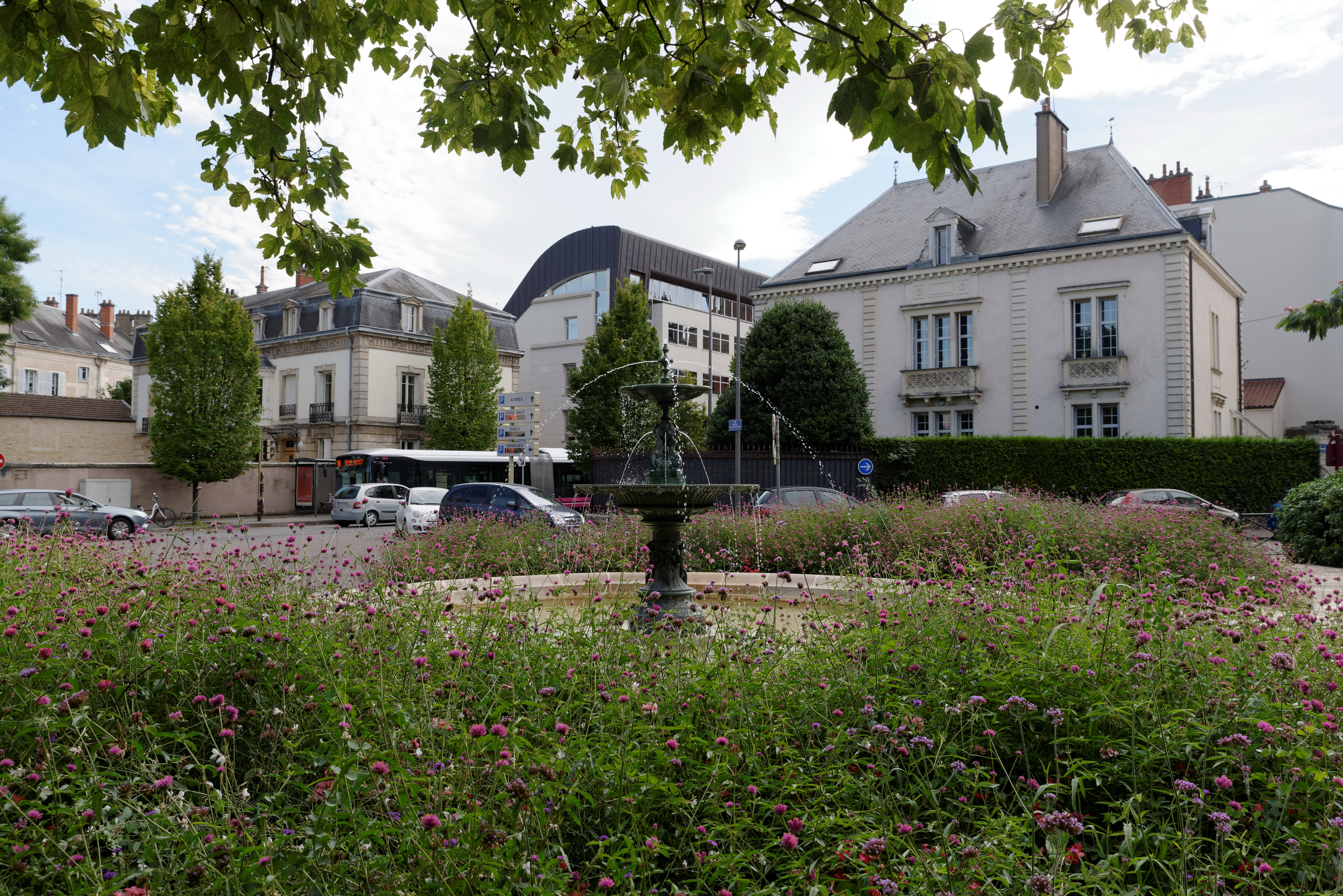